# 马尔维耶尔
马尔维耶尔（法語：Malvières，法語發音：[malvjɛʁ]）是法国上卢瓦尔省的一个市镇，位于该省北部，和多姆山省接壤，属于布里尤德区。

## 地理
马尔维耶尔（45°20'14"N, 3°43'56"E）面积13.72 平方千米，位于法国奥弗涅-罗讷-阿尔卑斯大区上盧瓦爾省，该省份为法国中南部省份，北起多姆山省和卢瓦尔省，西接康塔爾省，南至洛泽尔省，东临阿尔代什省。
与马尔维耶尔接壤的市镇（或旧市镇、城区）包括：博讷瓦勒、拉谢斯迪约、拉沙佩勒热内斯特、圣维克托叙阿尔朗、多尔莱格利斯、迈尔。
马尔维耶尔的时区为UTC+01:00、UTC+02:00（夏令时）。

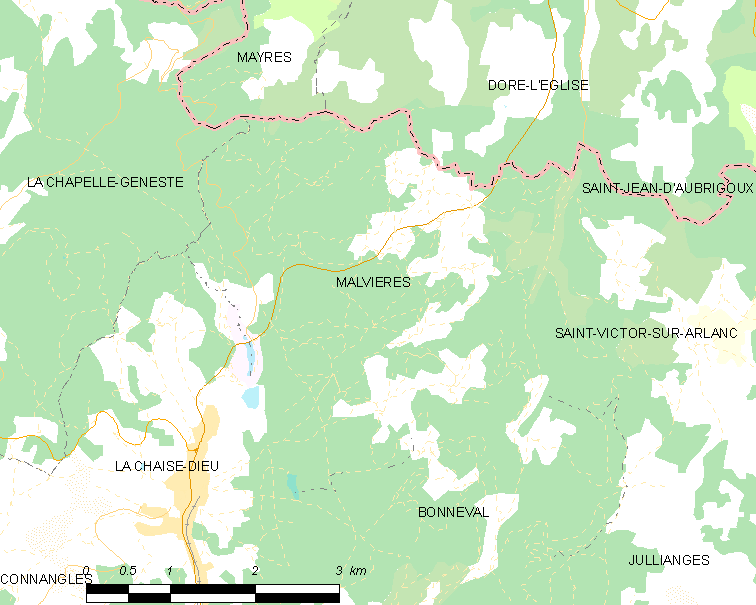
马尔维耶尔的OSM定位图

## 行政
马尔维耶尔的邮政编码为43160，INSEE市镇编码为43128。

## 政治
马尔维耶尔所属的省级选区为上沃莱花岗岩高原县。

## 交通
上卢瓦尔省省道D204线和D906线在境内交汇。

## 人口

1962-2008年间马尔维耶尔人口变化图示

马尔维耶尔于2022年1月1日时的人口数量为142人。